# Кривда, Федот Филиппович
Федо́т Фили́ппович Кри́вда (13 марта 1923, село Нестеровка, ныне Черкасской области, Украинская ССР — 28 февраля 1998, Москва) — советский военачальник, генерал армии.

## Биография
Родился в крестьянской семье. Окончил перед войной Уманский строительный техникум.

## Великая Отечественная война
В Рабоче-Крестьянскую Красную Армию призван сразу после начала войны, в июле 1941 года. Воевал красноармейцем на Южном фронте. В сентябре 1941 года направлен на учёбу в 2-е Орджоникидзевское военное пехотное училище. Окончил его в марте 1942 года, оставлен в училище, был командиром взвода, заместителем командира, с марта 1944 — командиром роты курсантов. Член ВКП(б) с 1944 года. На фронте Великой Отечественной войны с января 1945 года, командовал стрелковой ротой в 565-м стрелковом полку 161-й стрелковой дивизии на 4-м Украинском фронте. Участвовал в Моравско-Остравской наступательной операции по освобождению Чехословакии. За отличия в мартовских боях 1945 года, когда его рота освободила несколько словацких сёл с потерями для противника, старший лейтенант Ф. Кривда был награждён орденом Отечественной войны 2-й степени (27.04.1945).

## Послевоенная служба
После Победы окончил полный курс военного училища, вновь командовал ротой в Орджоникидзевском пехотном училище, затем в Кавказском суворовском офицерском училище. В 1954 году окончил Военную академию им. М. В. Фрунзе. С 1955 года служил в Дальневосточном военном округе, командовал батальоном. С сентября 1956 года — командир 231-го мотострелкового полка 40-й мотострелковой дивизии. С декабря 1959 года — начальник политотдела 22-й мотострелковой дивизии в Дальневосточном военном округе. С декабря 1962 года (с перерывом на учёбу в академии) — командир 22-й мотострелковой дивизии.
В 1966 году окончил Военную академию Генерального штаба Вооружённых Сил СССР. С июня 1966 года — командир 128-й гвардейской мотострелковой дивизии. С мая 1968 года — командир 28-го армейского корпуса в Центральной группе войск на территории Чехословакии. С мая 1970 года — командующий 39-й общевойсковой армией Забайкальского военного округа, которая дислоцировалась на территории Монгольской Народной Республики. С апреля 1974 года — первый заместитель командующего войсками Среднеазиатского военного округа.

## На высших командных постах
С декабря 1975 года — командующий Южной группой войск на территории Венгрии. С марта 1979 года по июль 1982 года — первый заместитель Главнокомандующего войсками Дальнего Востока. С 1981 года — советский военный советник в Эфиопии, с оставлением в прежней должности.
С июля 1982 года — Главный военный советник при Министре национальной обороны Социалистической Республики Вьетнам, одновременно ему подчинялись аппараты советских военных советников во Вьетнаме, Лаосе и в Кампучии.
Воинское звание генерал армии присвоено указом Президиума Верховного Совета СССР от 31 октября 1984 года.
С ноября 1985 года — начальник Высших офицерских курсов «Выстрел» им. Маршала Советского Союза Б. М. Шапошникова. С февраля 1987 года — представитель Главнокомандующего Объединёнными Вооружёнными Силами государств Варшавского договора в Венгрии.
С августа 1989 года — военный инспектор-советник Группы генеральных инспекторов Министерства обороны СССР. С января 1992 года — в отставке. С 1996 года — сотрудник Института военной истории Министерства обороны Российской Федерации. Профессор.
Жил в Москве. Автор воспоминаний «На берегах Меконга». Похоронен на Троекуровском кладбище Москвы.
Депутат Верховного Совета СССР 10-го созыва (в 1979—1984 годах). Избирался депутатом Верховного Совета Киргизской ССР 9-го созыва (1976—1981).

## Высшие воинские звания
- генерал-майор (16.06.1965)
- генерал-лейтенант (29.04.1970)
- генерал-полковник (13.02.1976)
- генерал армии (31.10.1984)

## Награды и звания
- Орден Ленина (1978)
- Орден Октябрьской Революции (1982)
- Два ордена Красного Знамени (1968, 1974)
- Орден Отечественной войны 1-й степени (1985)
- Орден Отечественной войны 2-й степени (1945)
- Два ордена Красной Звезды (1957, 1969)
- Орден «За службу Родине в Вооружённых Силах СССР» 3-й степени (1975)
- Медаль «За боевые заслуги» (1956)
- Медаль «За укрепление боевого содружества» (1982)
- Медаль «За безупречную службу в Вооружённых силах СССР» I степени (1965)
- Ряд других медалей СССР

Иностранные ордена и медали
- Орден Военных заслуг 1-й степени (Вьетнам, 1985)
- Орден Красного Знамени (ВНР)
- Орден Красного Знамени (МНР, 1971)
- Медаль «Дружба» (МНР, 1970)
- Медаль «50 лет Монгольской Народной Армии» (МНР, 1971)
- Медаль «50 лет Монгольской Народной Революции» (МНР, 1971)
- Медаль «30 лет Победы над милитаристской Японией» (МНР, 1976)
- Медаль «60 лет Вооружённым силам МНР» (МНР, 1981)
- Медаль «За укрепление дружбы по оружию» 1-й степени (ЧССР, 1970)
- Медаль «30 лет освобождения Чехословакии Советской Армией» (ЧССР, 1974)
- Медаль «За боевое содружество» 1-й степени (ВНР, 1980)
- Медаль «30 лет Болгарской народной армии» (НРБ, 1974)
- Медаль «20 лет Революционным Вооружённым Силам» (Куба, 1978)
- Медаль «30 лет Революционным Вооружённым Силам» (Куба, 1986)

## Сочинения
- Командирами не рождаются: Опыт. Практические рекомендации. — М.: Воениздат, 1987. — 232 с.
- Parancsnokká nem születnek: Tapasztalatok és tanácsok. — Budapest: Zrínyi katonai kiadó, 1989. — 367 с.
- Будни командира. — М.: Воениздат, 1990. — 208 с.
- [militera.lib.ru/memo/russian/krivda_ff/index.html На берегах Меконга. Записки военного советника.]